# Caraphractus
Caraphractus is een geslacht van vliesvleugeligen uit de familie Mymaridae. De wetenschappelijke naam van dit geslacht is voor het eerst geldig gepubliceerd in 1846 door Walker.

## Soorten
Het geslacht Caraphractus is monotypisch en omvat slechts de volgende soort:
- Caraphractus cinctus Walker, 1846